# Programa de Culminación de Enseñanza Secundaria
El Programa de Culminación de Enseñanza Secundaria (ProCES) tiene como objetivo el acceso y la culminación de la enseñanza media en Uruguay.
Se desarrolla en el marco de los Programas Educativos Especiales del Consejo de Educación Secundaria (CES) y está orientado a empleados de distintas instituciones o empresas.

## Historia
El ProCES surge a partir de un convenio firmado entre la Intendencia Municipal de Montevideo y el Consejo de Educación Secundaria en diciembre de 2006 y comienza a implementarse en junio de 2007. En 2008 se incorpora la Intendencia Municipal de Canelones, en 2009 el INIA, la Intendencia Municipal de Rocha en 2010 y la Universidad de la República y Antel en 2011.
Actualmente instituciones como el BPS, ANEP, Asociación Nacional de Correos también participan de este programa.

## Propósitos
Se trata de un programa que va más allá de lo educativo ya que sus metas apuntan también al desarrollo personal, laboral y social de quienes participan en él. Se propone que quienes egresan sean pensadores críticos y planificadores de su propio aprendizaje.

## Modalidades de trabajo
El programa se desarrolla en etapas cuatrimestrales y se tienen en cuenta las inscripciones a las diferentes asignaturas a la hora del armado de los grupos. Estos grupos no superan los 20 alumnos y están a cargo de docentes de Secundaria.Cuando finaliza cada etapa el estudiante que esté en condiciones rendirán el exàmen que les permitirá la aprobación del curso. Las clases son semanales y se dictan fuera de horario laboral.